# Zgodovinski rudnik srebra v Tarnowskie Góry
Zgodovinski rudnik srebra (poljsko Zabytkowa Kopalnia Srebra) je rudnik svinca, srebra in cinka v Tarnowskie Góry, Šlezijsko vojvodstvo, Poljska. Rudnik je od leta 2017 na Unescovem seznamu svetovne dediščine. Rudnik v Tarnowskie Góry in bližnji Rov črne postrvi sta ostanka rudarjenja srebra. Rudniški muzej je ena od ključnih točk na Evropski poti industrijske dediščine. Vključen je tudi v Mednarodni odbor za ohranjanje industrijske dediščine in šlezijsko Turističo organizacijo.

## Zgodovina rudarjenja
Regija Tarnowskie Góry je znana po zgodovinskem pridobivanju svinčeve rude. Kopal se je predvsem galenit, ki je bil vir svinca in srebra. Tarnowskie Góry  so bile od 16. stoletja eno od najpomembnejših industrijskih središč v tem delu Evrope. Po ustanovitvi mesta leta 1526 mu je opolski vojvoda Ivan II. podelil status samostojnega rudarskega mesta. 
Ime mesta Tarnowskie Góry ima rudarsko poreklo. Prvi del, "Tarnowskie", izhaja iz imena vasi "Tarnowice", kjer so odkrili prvo nahajališče galenita. Drugi del imena, "Góry", pomeni "gore" in izhaja iz velike nadmorske višine rudnika.
Obdobje blaginje je trajalo do konca 16. stoletja. V 17. stoletju so rudarji začeli kopati globlje, kar je povzročalo težave s poplavljanjem rudnika, metode odvajanja vode pa niso bile učinkovite. Tridesetletna vojna je krizo še bolj poglobila. Industrija je propadla, oprema za odvajanje vode pa je bila uničena. Mesto so pestile tudi epidemije in požari. Tarnowskie Góry so plenile različne vojske, škodo in davke pa so seveda morali plačati prebivalci.
Šlezijo je v 18. stoletju zasedla Kraljevina Prusija. Kralj Friderik II. je pooblastil Friedricha Wilhelma von Redena in Friedricha Antona von Heynitza, da nadaljujeta rudarske dejavnosti v Šleziji. Oba sta bila izjemna profesionalca na področju rudarstva in metalurgije. Leta 1776 sta oba obiskala največja angleška industrijska središča, ki so bila v drugi polovici 18. stoletja v ospredju evropske industrije. Tam sta se naučila načel delovanja premogovnikov, koksarn, uporabe parnih strojev, gradnje vodnih kanalov in sistemov za odvajanje vode iz rudarskih rovov. Kopanje jaškov se je začelo oktobra 1783. V delo je bilo vključenih 72 rudarjev. Po 9 mesecih intenzivnega dela so 16. julija 1784 v jašku "Rudolfina" na globini 18 m našli bogato nahajališče svinca in srebra. Dva dni kasneje so rudo odkrili tudi v jaških "Łyszczonka" in "Opal". Novi državni rudnik srebra in svinca je cesarju v čast dobil ime Friderik.
Rudarstvo se je moralo stalno soočati s poplavami rudniških rovov. Konjske tekalne steze (gepel) niso mogle dovolj hitro izčrpati vode, zato je grof Friedrich Wilhelm von Reden leta 1787 pripeljal iz Walesa prvi parni stroj, ki je začel delovati 19. januarja 1788. Bil je dovolj učinkovit in omogočal kopanje bogate rude. Zahvaljujoč parnim strojem je bilo mogoče tudi kopanje odtočnega rova, tako da je odstranjevanja vode iz rudnika potekalo brez vseh dodatnih naprav.
Zaradi izčrpanja zalog galenita je začel rudnik na začetku 20. stoletja postopoma ustavljati svojo dejavnost in jo leta 1913 dokončno ustavil. Rudarji so v štirih stoletjih izkopali več kot 20.000 jaškov in več kot 150 kilometrov rovov in podzemnih hodnikov.

## Zgodovina turizma in kraj svetovne dediščine
Razskovalci, znanstveniki in zgodovinarji entuziasti so že v 20. letih dvajsetega stoletja začeli raziskovati prostrane rudniške dvorane in rove. Prvi poskusi, da bi del rudnika preuredili za javnost, so iz 30. dvajsetega stoletja. Poskus realizacije katere koli ideje je, na žalost, preprečil izbruh druge svetovne vojne.
V 50 letih dvajsetega stoletja je skupina ljubiteljev zgodovine ustanovila Združenje ljubiteljev dežele Tarnowskie Góry, katerega glavni cilj je bil odpreti turistično pot. Leta 1957 je bil odprt rov Črna postrv, ki je bil del sistema za odvajanje vode. Rov je bil več desetletij najdaljša podzemna tura na Poljskem. Teže je bilo ustvariti varno pot po hodnikih samega rudnika. Pot med jaški Angel, Božji blagoslov in Gad je bila za turiste odprta 5. septembra 1976.
Leta 2004 je predsednik Republike Poljske razglasil rudnik za zgodovinski spomenik. Od leta 2006 je del poti Šleski industrijski spomeniki in od leta 2014 del Evropske poti industrijske dediščine.
Na 41. seji Odbora za svetovno dediščino 9. julija 2017 v Krakovu je bil "Zgodovinski rudnik srebra in njegov sistem za obvladovanje podzemih voda" vpisan na Unescov seznam svetovne dediščine.

## Sedanje stanje
Rudnik je odprt za obiskovalce. Vsak dan potekajo vodeni ogledi v več jezikih. Za vodenje v drugih jezikih, razen v poljščini, se je treba vnaprej dogovoriti. Ogled se začne v muzeju, nato pa se turisti odpravijo pod zemljo po rovih iz 18. in 19. stoletja. Skupna dolžina poti je 1,7 km, od tega 270 m s čolnom po poplavljenem rovu.
Muzej parnih strojev je na prostem okoli rudniške zgradbe, kjer se otroci lahko vozijo po majhni ozkotirni železnici.